# Versoix
Versoix är en ort och kommun i kantonen Genève, Schweiz. Kommunen har 13 846 invånare (2023). Den ligger cirka 10 kilometer norr om staden Genève.
Kommunen ligger i norra ändan av kantonen Genève, precis vid gränsen till kantonen Vaud, och sträcker sig från Genèvesjöns strand till franska gränsen nära Divonne-les-Bains och Ferney-Voltaire.